# Pollyanna (Roman)

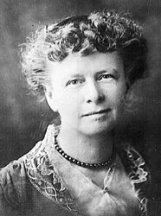
Die Autorin Eleanor Hodgman Porter

Pollyanna (anhörenⓘ) ist der Titel eines 1913 erschienenen Kinderbuches der US-amerikanischen Autorin Eleanor Hodgman Porter. Der Roman und seine Fortsetzung Pollyanna grows up aus dem Jahr 1915 sind bis heute populäre Klassiker der US-amerikanischen Kinder- und Jugendliteratur.

## Inhalt
Nachdem ihre Eltern gestorben sind, kommt die elfjährige Waise Pollyanna Whittier zu ihrer reichen Tante Polly Harrington nach Beldingsville im US-Bundesstaat Vermont. Die Tante ist eine ältere Jungfer, deren oberstes Gebot die Pflichterfüllung ist. Polly macht ihrer lebensfrohen Nichte das Leben schwer, diese aber bleibt liebenswert und versucht, in jeder Lebenssituation etwas Gutes zu finden. Pollyanna verfügt über eine überaus optimistische Lebensansicht, die ihr einst ihr Vater beigebracht hat. Sie nennt das Ziel, überall Freude zu finden, das „Such die Freude“-Spiel. Damit steckt sie ihre Tante und die unnahbaren und verbitterten Bewohner der konservativen Kleinstadt an. Doch eines Tages geschieht ein Unglück: Pollyanna wird angefahren und kann fortan ihre Beine nicht mehr bewegen. Unfähig zu gehen, findet sie plötzlich nichts mehr, woran sie sich freuen könnte. In dieser Krise stehen ihr die Bewohner der Stadt bei, sie kommen zu Pollyanna und zeigen ihr, wie sehr sie das Leben der Menschen positiv beeinflusst hat. Pollyanna erkennt, dass sie glücklich sein kann, noch am Leben zu sein und ihre Beine bei dem Unfall nicht verloren zu haben. Am Ende lernt Pollyanna in einer Klinik wieder zu gehen und Tante Polly heiratet ihre Jugendliebe Dr. Chilton.

## Veröffentlichung in deutscher Sprache

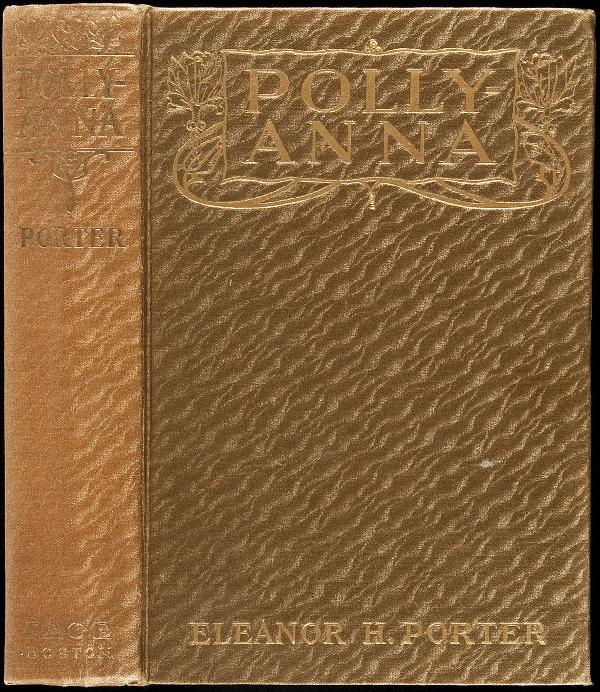
Cover der Erstausgabe von 1913

Pollyanna wurde mehrfach und unter verschiedenen Titeln in deutscher Sprache verlegt:
- Pollyanna: ein frohes Buch für die Jugend. Rascher Verlag, Zürich 1930 (illustriert von Lotte Oldenburg-Wittig)
- Pollyanna macht alle fröhlich. Franz Schneider Verlag, Berlin 1965 (Neuausgabe, illustriert von Erich Hölle)
- Pollyanna: ein Waisenkind in Amerika. Arena Verlag, Würzburg 1995. ISBN 3-401-04610-1 (bearb. Neuausgabe von Freya Stephan-Kühn, illustriert von Milada Krautmann)

## Fortsetzungen
1915 erschien Eleanor H. Porters Fortsetzung Pollyanna grows up, die in deutscher Sprache als Pollyanna wächst heran: ein neues frohes Buch für die Jugend veröffentlicht wurde.
Nach Eleanor H. Porters Tod wurde die Buchreihe durch andere Autorinnen fortgesetzt. In englischer Sprache erschienen:
- von Harriet Lummis Smith:
  - Pollyanna of the Orange Blossoms: The Third Glad Book
  - Pollyanna’s Jewels: The Fourth Glad Book
  - Pollyanna’s Debt of Honor: The Fifth Glad Book
  - Pollyanna’s Western Adventure: The Sixth Glad Book
- von Elizabeth Borton:
  - Pollyanna in Hollywood: The Seventh Glad Book
  - Pollyanna’s Castle in Mexico: The Eighth Glad Book
  - Pollyanna’s Door to Happiness: The Ninth Glad Book
  - Pollyanna’s Golden Horseshoe: The Tenth Glad Book
  - Pollyanna and the Secret Mission: The Fourteenth Glad Book
- von Margaret Piper Chalmers:
  - Pollyanna’s Protegee: The Eleventh Glad Book
- von Virginia May Moffitt:
  - Pollyanna at Six Star Ranch: The Twelfth Glad Book
  - Pollyanna of Magic Valley: The Thirteenth Glad Book
- von Colleen L. Reece:
  - Pollyanna Comes Home
  - Pollyanna Plays the Game

## Kulturelle Rezeption
Im englischen Sprachgebrauch steht Pollyanna synonym für einen übermäßig optimistischen und dadurch naiv erscheinenden Menschen.
1978 beschrieben die Psychologen Margaret Matlin und David Stang das nach dem Roman bzw. seiner Titelheldin benannte Pollyanna-Prinzip, wonach positive Erfahrungen stärker wahrgenommen werden als negative.
In den Vereinigten Staaten brachte Parker Brothers 1915 ein an den Roman angelehntes Brettspiel auf den Markt.
Porters Heimatstadt Littleton (New Hampshire) feiert jährlich den Pollyanna Glad Day.

## Verfilmungen
Erstmals wurde der Roman im Jahr 1920 als Stummfilm mit Mary Pickford in der Titelrolle verfilmt. Die bekannteste Verfilmung stammt aus dem Jahr 1960. In dem von Disney produzierten Film Alle lieben Pollyanna ist Hayley Mills in der Titelrolle zu sehen, die für ihre Darstellung der Pollyanna einen Ehrenoscar erhielt. Anders als im Buch wird Pollyanna in dieser Verfilmung beim Sturz von einem Baum verletzt.
1973 produzierte die BBC eine sechsteilige TV-Miniserie, 1986 erschien die japanische Anime-Serie Wunderbare Pollyanna. Für das amerikanische Fernsehen wurde der Stoff 1989 in einer modernisierten Musical-Version von Disney unter dem Titel Polly neu verfilmt.
2003 folgte ein britischer Fernsehfilm des Senders ITV mit Amanda Burton in der Rolle der Tante Polly und Georgina Terry als Pollyanna, der sich weitgehend an der Romanvorlage orientiert.

## Sekundärliteratur
- Alice Mills: Pollyanna and the Not So Glad Game. In: Children’s Literature 27, 1999. S. 87–104.
- Joe Sutliff Sanders: Spinning Sympathy: Orphan Girl Novels and the Sentimental Tradition. In: Children’s Literature Association Quarterly 33:1, 2008. S. 41–61.